# Hans Schmithals
Hans Felix Ernst Schmithals (* 28. März 1878 in Kreuznach; † 1. Oktober 1964 in München) war ein deutscher Künstler, Kunstgewerbler sowie Herausgeber und Verfasser von Büchern zu den Alpen, der Alpenstraße und dem Handwerk vergangener Jahrhunderte.

## Leben
Nach einer abgebrochenen kaufmännischen Lehre in Darmstadt besuchte er ab September 1902 die „Lehr- und Versuch-Ateliers für angewandte und freie Kunst“, kurz Debschitz-Schule genannt, von Hermann Obrist und Wilhelm von Debschitz in München. Er wurde hier nach seiner Ausbildung Lehrer für das Fach Handtapetendruck. Der Grundsatz dieser Schule, keine Unterscheidung zwischen bildender und angewandter Kunst zu treffen und gleichzeitig in verschiedenen künstlerischen Bereichen tätig zu sein, traf auch auf sein künstlerisches Schaffen zu. Ab 1902 war er nur wenige Jahre als Maler tätig. Bald wendete er sich dem Kunsthandwerk zu und entwarf Tapeten, Teppiche und Möbel. Es wurden Teppiche nach seinen Entwürfen bei Hahn & Bach in München und in den Vereinigten Smyrna Teppichfabriken in Cottbus gewebt und ein Herrenzimmer von ihm wurde von der Fa. Frick in Pappenheim hergestellt. Mit Ausbruch des Ersten Weltkriegs endeten diese Tätigkeiten. Zwischen 1926 und 1930 gab er in drei Auflagen den erfolgreichen Bildband Die Alpen heraus, später bearbeitete er Bücher zu Die deutsche Alpenstraße (Volk-und-Reich-Verlag, Berlin 1936 / Thorbecke, Lindau 1960) und zu Handwerk und Technik vergangener Jahrhunderte (1958). 1958 wird seine Malerei zur Ausstellung München 1869–1958. Aufbruch zur modernen Kunst in München neu entdeckt. Obwohl er nur wenige Jahre als Maler tätig war, gilt er heute dennoch als bedeutender Anreger beim Übergang vom Jugendstil zur abstrakten Malerei.
Schmithals hatte sein Atelier in München in der Leopoldstraße. Im Zweiten Weltkrieg wurde es jedoch total zerstört. Es hieß auch, seine im Bayerischen Nationalmuseum gelagerten Bilder seien im Krieg teilweise zerstört oder beschädigt worden. Nach seinem Tod stellte sich heraus, dass er ab den 1950er Jahren versucht hatte, sein Hauptwerk zu restaurieren bzw. zu rekonstruieren, aber auch ganz neu zu schaffen, was eine Debatte darüber hervorrief, ob es sich nun noch um „Originale“ handelt. Im Schloßparkmuseum Bad Kreuznach befindet sich sein Nachlass. 2014 wird hier eine gattungsübergreifende Ausstellung zu seinem 50. Todestag unter dem Titel Hans Schmithals (1878–1964): Zwischen Jugendstil und Moderne realisiert. Ein Teppich und eine Silber- und Holzbrosche aus seinem Nachlass, die traditionell als Werk von Schmithals galt, wurde 1990 von Graham Dry dem Gold- und Silberschmied Walther Haggenmacher, einem Freund von Schmithals an der Münchener Debschitz-Schule, zugeschrieben: beide Stücke befinden sich im Landesmuseum Mainz (Jugendstilabteilung). Ein kleinerer Nachlass wird im Deutschen Kunstarchiv im Germanischen Nationalmuseum in Nürnberg aufbewahrt. Die Hauptwerke seiner Malerei aus der Zeit kurz nach 1900 befinden sich im Münchner Stadtmuseum, in den Bayerischen Gemäldesammlungen München, in der Städtischen Galerie im Lenbachhaus und Kunstbau München sowie im Schloßparkmuseum Bad Kreuznach. Die Werke seines späten malerischen Schaffens befinden sich überwiegend in Privatbesitz; ein großer Teil aber ist ebenfalls im Besitz des Schloßparkmuseums Bad Kreuznach.
Die jüngste und ausführlichste Auseinandersetzung mit seinem Vermächtnis ist die von Andrea Richter auf Basis ihrer Doktorarbeit verfasste Monografie zu Hans Schmithals (1878–1964): Malerei zwischen Jugendstil und Abstraktion, die im Mai 2014 in der Reihe der Regensburger Studien zur Kunstgeschichte erschien.

## Werke
- Die Alpen, Berlin, 1926
- Die deutsche Alpenstraße, 1936, völlig neu bearbeitet 1960
- Handwerk und Technik vergangener Jahrhunderte. 124 graphische Blätter ausgewählt, 1958